# 岐阜市立網代小学校
岐阜市立網代小学校（ぎふしりつ あじろしょうがっこう）は、岐阜県岐阜市にある公立小学校。

## 沿革
- 1873年（明治6年）5月 - 琢玉義校が開校する。
- 1886年（明治19年） - 網代簡易科小学校に改称する。
- 1889年（明治22年）7月1日 - 則松村、秋沢村、雛倉村、奥村、西秋沢村が合併し、網代村が発足する。
- 1897年（明治30年） - 網代尋常小学校に改称する。
- 1906年（明治39年） - 実業補習学校を併設する。
- 1911年（明治44年） - 現在地に移転する。
- 1915年（大正4年） - 網代尋常高等小学校に改称する。
- 1935年（昭和10年） - 青年学校を併設する。
- 1941年（昭和16年） - 網代国民学校に改称する。
- 1947年（昭和22年） - 網代村立網代小学校に改称する。
- 1963年（昭和38年）4月1日 - 網代村が岐阜市に編入される。同時に岐阜市立網代小学校に改称する。

## 通学区域
- 西秋沢、奥、則松、秋沢、雛倉、外山、西秋沢1・2丁目、奥1・2丁目、則松1-5丁目、秋沢1・2丁目、雛倉1-3丁目[1]。

## 進学先中学校
- 岐阜市立岐北中学校

## 交通アクセス
- 岐阜バス

黒野線（JR岐阜駅バスターミナルからは西秋沢（C46）行）「西秋沢」バス停より徒歩約15分。